# Força Aérea da Indonésia

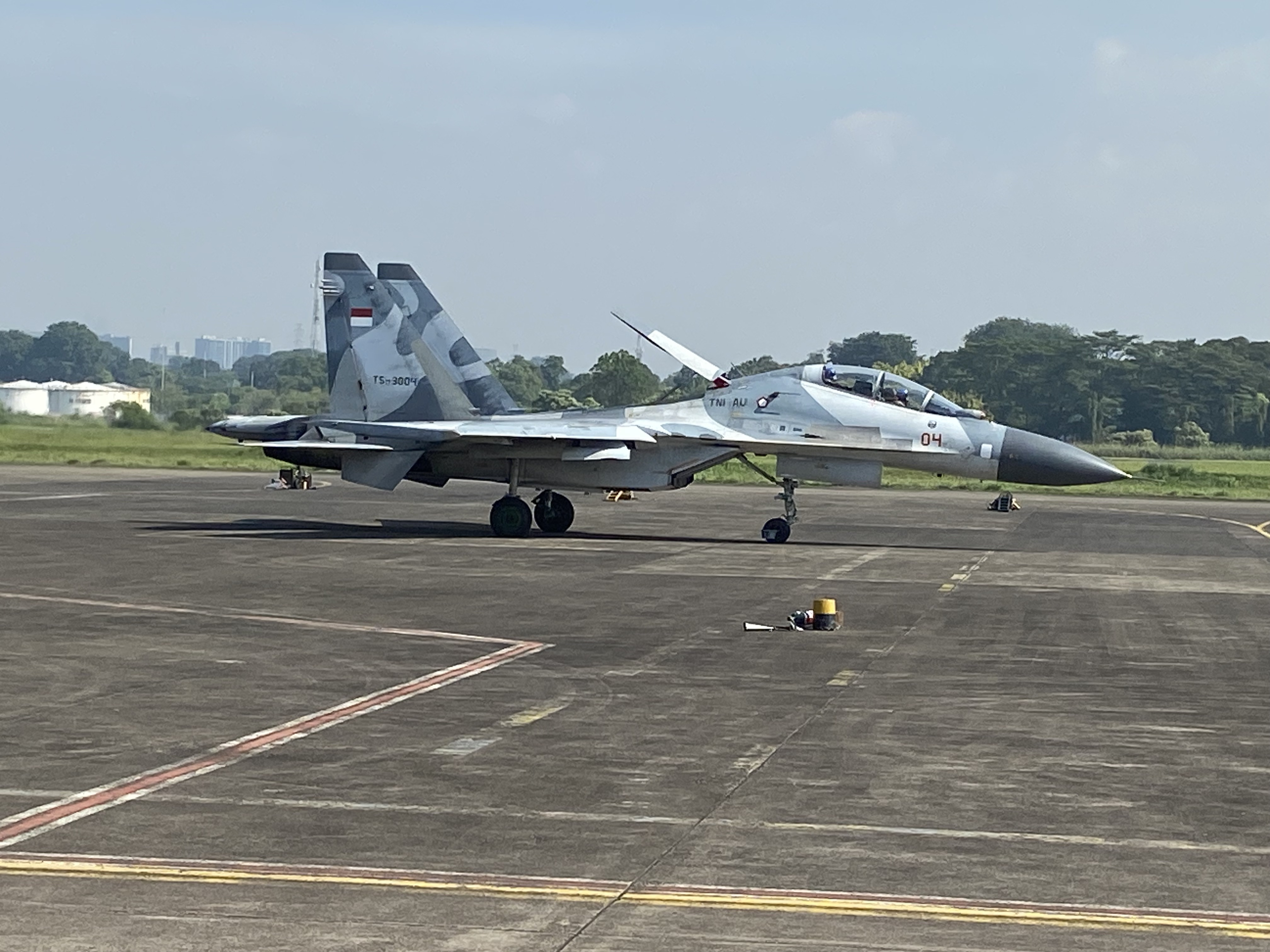
Um SU-30 da força aérea indonésia.

A Força Aérea da Indonésia é o ramo aéreo das Forças Armadas da Indonésia. Está equipada com 110 aeronaves de combate. O inventário inclui o SU-27 e o SU-30 como os principais caças, sendo apoiados por caças F-16 Fighting Falcon. Actualmente, está em estudo a compra do Sukhoi SU-35 para substituir os envelhecidos caças leves Northrop F-5 Tiger.